# Hendrik Sermon
Hendrik Sermon (Sint-Pieters-Leeuw, 17 februari 1833 - Borgerhout, 2 augustus 1904) was een Vlaams schrijver, leraar en boekhandelaar. In zijn tijd was hij een bekende naam in de Vlaamse beweging.

## Biografie
Hendrik Sermon werd geboren te Sint-Pieters-Leeuw als zoon van een landbouwer. Zijn eerste onderwijs kreeg hij in de gemeenteschool van zijn geboorteplaats, waarna hij zijn studies voortzette in het college van de nabijgelegen stad Halle. In 1851 werd hij leerling van de Staats-normaalschool van Lier, waar hij les kreeg van Jan Van Beers en studiemakker werd van Jan A. Van Droogenbroeck. Hij verkreeg zijn diploma van onderwijzer in 1854. Na enige tijd in Brussel en Antwerpen als privaat leraar te hebben gewerkt vestigde hij zich voor goed in de Scheldestad en opende er in maart 1865 een boekwinkel. In 1874 werd hij professor bij het pas opgerichte St. Norbertusgesticht te Antwerpen, waar hij tot aan zijn dood Nederlands, Duits en Engels doceerde. Hij gaf ook geschiedenis in de middelbare afdeling.
Van Sermon's twee zonen stierf de jongste, Andries, kort na het verlaten van de hogeschool, waar hij lid van Tijd en Vlijt en medewerker van het studentenblad Ons Leven was.
Hendrik Sermon stierf onverwacht op 2 augustus 1904 en werd op 5 augustus begraven op Fredegandus.

## Flamingantisme
Tijdens zijn verblijf in Brussel werd Sermon Vlaamsgezind, en streed hij met o.a. Lucien Jottrand voor de rechten van de Nederlandstaligen in de hoofdstad. Begin 1857 publiceerde Sermon, onder het pseudoniem H. van Walrave de brochure  De Vlaming en de staat in het tegenwoordig België. Volgens de schrijver met het doel:
...den toestand van het dietsche volk in België te doen kennen, 
zijne rechten tegen de aanmatigingen van het fransch element te verdedigen,
 het op te wekken om zijne rechten, om zijne ontvoogding van de wetgeving af te eischen 
en het van de mogelijkheid der verwezentlijking zijner rechtsherstelling te overtuigen.
Sermon toont zich in dit boek als een vurig voorstander voor een onafhankelijk België, tegen koning Willem. Maar tevens erkent hij, dat « het nationaal kongres den Vlamingen nog vreemder was dan een Hollandsch bestuur ». Zijn, voor die tijd radicale Vlaamsgezindheid blijkt uit het slot waar hij het volgende schrijft :
Ziedaar wat de Vlaming in zijn vaderland kan bezitten en wat hij zou moeten bezitten, maar wat hij niet bezit. De Walen beletten hem dit, en zij alleen kunnen het beletten. 
 Maar zoo zij dit blijven onmogelijk denken en den vlaming zijne rechten weigeren blijven heeft dezen nog den middel eene administratieve scheuiring, en een bestuur gelijk aan dat van Zweden en Noorwegen te vragen. 
 En dan ontsnapt de vlaming van zelfs uit de handen zijns waalschen broeders.
Tijdens de Eerste Wereldoorlog, toen men in de activistenmilieus naar een historische argumentatie zocht voor de scheidingsgedachte, werd de brochure van Sermon als het ware herontdekt, o.m. door Antoon Jacob.
Uiteindelijk bleef Sermon loyaal tegenover België, maar beschouwde hij het federalisme als alternatief.

## Letterkundige bezigheden
Sermon heeft veel Nederlandstalige tijdschriften helpen stichten en helpen volschrijven, zijn bijdragen haast altijd ondertekenend met ondoordringbare schuilnamen. Eerst voor het Nederduitsch Overzicht, in de jaren vijftig. Later werd hij redactielid van het tijdschrift Noord en Zuid, dat voor het eerst in april 1862 verscheen met de medewerking van verscheidene letterkundigen uit het hele Nederlandse taalgebied. In de zesde en laatste jaargang (Juli 1868) klaagt de redactie, dat « de weinige bijval welken ernstige gewrochten nog altijd in Vlaamsch-België te gemoet zien, hebben gemaakt dat er op twee jaren tijds slechts een jaargang van het tijdschrift is verschenen». Begin 1869 verdwijnt het tijdschrift dan ook. Verder telden o.a. De Vlaamsche School, Reinaert de Vos, later de Nederlandsche Dicht- en Kunsthalle, het Belfort, de Vlaamsche Kunstbode hem onder hun medewerkers.
Op 8 Juli 1886 werd de Koninklijke Vlaamse Academie voor Taal en Letterkunde opgericht. Reeds het jaar nadien, op 6 november 1887 werd Sermon een van haar briefwisselende leden. Vier jaar later, op 21 oktober 1891, werd hij tot werkend lid verkozen. Verschillende van zijn opstellen werden in de verslagen en mededelingen alsook in het Jaarboek der Academie opgenomen. In de Novemberzitting van 1902 werd Sermon tot Onderbestuurder verkozen. Het volgende jaar had zijn verkiezing tot Bestuurder van de Academie plaats.

## Selecte bibliografie
- De Vlaming en de staat in het tegenwoordig België (1857, als H. van Walrave)
- Geschiedenis van Peeter Coutherele meiër van Leuven, een volksvriend uit de XIVe eeuw (1860)
- La question Flamande devant la Chambre, ou la vérité sur les débats du 3 et 4 décembre 1861 (1862, als H. Rede)
- Over het Onderwijs der Nationale Geschiedenis in de beide Nederlanden
- Remarcabele voorvallen ofte geschiedenissen (uit de Kempen, 1785-1808), een handschrift met aanteekeningen en ophelderingen uitgegeven (1867)
- Historische en Kritische Schetsen (1875)
- Grootvader en Kleinzoon (naar het Hoogduits)
- Ossians (uit Macphersons proza vertaald)

- Biografisch Portaal: 04648257
- Digitale Bibliotheek voor de Nederlandse Letteren: serm001
- International Standard Name Identifier: 0000 0003 9099 7029
- Nederlandse Thesaurus van Auteursnamen: 133337723
- Virtual International Authority File: 284736592
- WorldCat: E39PBJdx4YpgDtDQjtdWMkXjmd